# Saison 2005-2006 du Stade rennais FC
Maillots
Chronologie
Saison précédente Saison suivante
La saison 2005-2006 du Stade rennais football club débute dès le 30 juillet 2005 avec la première journée de Ligue 1 et se termine le 13 mai 2006 par la dernière journée de cette compétition.
Le club dispute quatre compétitions : Ligue 1, Coupe de France, Coupe de la Ligue et Coupe UEFA. C'est la première saison depuis 1971-1972 que le Stade rennais dispute une compétition européenne.

## Les dates marquantes de la saison
- Juillet : Qualifié la saison précédente pour la Coupe UEFA, le Stade rennais aborde 2005-2006 avec de nouvelles ambitions. Le recrutement est réalisé en conséquence. Le club perd Olivier Sorlin et Toifilou Maoulida en fins de contrats, mais recrute en remplacement deux joueurs prometteurs, Youssouf Hadji et John Utaka.
- Août : Le début de saison est catastrophique. Le Stade rennais perd quatre de ses cinq premiers matchs, encaissant la bagatelle de 16 buts au passage. L'humiliation subie à Nancy (0 - 6), tout juste promu en Ligue 1, finit de semer le trouble. Le dernier jour du mercato, le Suédois Erik Edman est recruté afin de stabiliser le côté gauche de la défense.
- 29 septembre : En obtenant le nul à Pampelune, le Stade rennais conserve l'avantage acquis au match aller (3 - 1) face à l'Osasuna. Il se qualifie pour les poules de la Coupe UEFA.
- 26 octobre : Élimination en Coupe de la Ligue, dès l'entrée du Stade rennais dans la compétition. Avec une équipe bis, le club perd à Montpellier.
- 29 octobre : Auteur de meilleures performances, le Stade rennais pointe pour la première fois de la saison dans la première moitié du classement de Ligue 1, à la faveur d'une victoire sur le FC Metz (3 - 1).
- 1er décembre : Après trois défaites en autant de matches, le Stade rennais est éliminé de la Coupe UEFA avant même le dernier match de poules.
- 17 décembre : Fin de la phase aller en championnat. Le Stade rennais pointe à la 10e place du classement.
- 4 janvier : Victoire historique du Stade rennais sur le terrain de son rival nantais (2 - 0). Des buts de Didot et Utaka permettent aux Rennais de mettre fin à 41 ans de disette en terre nantaise.
- 31 janvier : Le dernier jour du mercato hivernal, le Stade rennais enregistre le retour d'Olivier Sorlin transféré de Monaco, et le prêt d'un jeune défenseur central ghanéen nommé John Mensah.
- 11 février : Le Stade rennais enchaîne cinq défaites consécutives en championnat, qui le rejettent à la 15e place. Laszlo Bölöni semble menacé.
- 18 & 25 février : Le club se relance totalement en l'emportant par deux fois sur le même score (4 - 1), face au RC Lens à domicile, et surtout contre Lyon à Gerland. Le Nigérian John Utaka inscrit à chaque fois un triplé.
- 9 avril : En battant Sochaux (2 - 1), le Stade rennais obtient sa huitième victoire consécutive en Ligue 1, et monte à la troisième place du classement.
- 16 avril : Nice met fin à la série de victoires rennaises en marquant le but vainqueur (1 - 2) dans le temps additionnel du match.
- 19 avril : Le Stade rennais est sèchement battu par Marseille en demi-finale de la Coupe de France (0 - 3) au Stade Vélodrome.
- 13 mai : Dernière journée de championnat. Le Stade rennais doit l'emporter face à Lille pour se qualifier une nouvelle fois pour la Coupe UEFA. Un doublé d'Alexander Frei pour son dernier match sous le maillot rennais permet aux "Rouge et Noir" de mener 2 - 0, mais Lille parvient à égaliser en fin de match. Le Stade rennais termine la saison à la 7e place du classement.
- 31 mai : Entraîneur du club depuis 2003, Laszlo Bölöni quitte le club et s'engage avec l'AS Monaco.

## Transferts en 2005-2006
| Date            | Nom                    | Nationalité  | Modalité                | Provenance/Destination | Division        |
| Été 2005        |                        |              |                         |                        |                 |
| Arrivées        |                        |              |                         |                        |                 |
| 1er juin        | Arthur Sorin           | France       | Premier contrat (1 an)  | -                      | CFA             |
| 1er juin        | Simon Pouplin          | France       | Premier contrat (3 ans) | -                      | CFA             |
| 1er juin        | Stéphane Mbia          | Cameroun     | Premier contrat (3 ans) | -                      | CFA             |
|                 | Amadou Coulibaly       | Burkina Faso | Transfert (3 ans)       | RC Bobo-Dioulasso      | Division 1      |
|                 | Youssouf Hadji         | Maroc        | Transfert               | SC Bastia              | Ligue 1         |
|                 | John Utaka             | Nigeria      | Transfert               | RC Lens                | Ligue 1         |
|                 | Alain Rochat           | Suisse       | Transfert               | BSC Young Boys         | Super League    |
|                 | László Sepsi           | Roumanie     | Prêt (1 an)             | CS Gaz Metan Mediaş    | Liga II         |
| 24 août         | Cheick N'Diaye         | Sénégal      | Transfert (3 ans)       | Noisy-le-Sec           | CFA             |
| 31 août         | Erik Edman             | Suède        | Transfert (3 ans)       | Tottenham Hotspur FC   | Premier League  |
| Départs         |                        |              |                         |                        |                 |
| 1er juin        | Frédéric Piquionne     | France       | Transfert définitif     | AS Saint-Étienne       | Ligue 1         |
| 1er juin        | Sébastien Puygrenier   | France       | Transfert définitif     | AS Nancy-Lorraine      | Ligue 1         |
| 1er juin        | Fabrice Do Marcolino   | Gabon        | Transfert libre         | Vannes OC              | National        |
| 1er juin        | Olivier Sorlin         | France       | Transfert libre         | AS Monaco              | Ligue 1         |
| 1er juin        | Toifilou Maoulida      | France       | Transfert libre         | AS Monaco              | Ligue 1         |
| 1er juin        | Amadou Makhtar N'Diaye | Sénégal      | Transfert libre         | Yverdon-Sport FC       | Super League    |
|                 | Jure Primorac          | Croatie      | Transfert libre         | US Ivry                | CFA2            |
|                 | Florent Chaigneau      | France       | Prêt (1 an)             | Brighton & Hove Albion | FL Championship |
|                 | Arnaud Le Lan          | France       | Transfert               | En Avant Guingamp      | Ligue 2         |
|                 | Arthur Sorin           | France       | Prêt (1 an)             | Vannes OC              | National        |
| Hiver 2005-2006 |                        |              |                         |                        |                 |
| Arrivées        |                        |              |                         |                        |                 |
| 31 janvier      | Olivier Sorlin         | France       | Transfert (3,5 ans)     | AS Monaco              | Ligue 1         |
| 31 janvier      | John Mensah            | Ghana        | Prêt (6 mois)           | Chievo Vérone          | Série A         |
| Départs         |                        |              |                         |                        |                 |
| 30 janvier      | Stéphane Nguéma        | Gabon        | Prêt (6 mois)           | FC Lorient             | Ligue 2         |
| janvier         | Grégory Tanagro        | France       | Prêt (6 mois)           | FC Sète                | Ligue 2         |

## L'effectif de la saison
| Poste² | Nat.³ | Nom                      | Naissance         | Sélection⁴ | Championnat | Championnat | Coupe France | Coupe France | Coupe Ligue | Coupe Ligue | Coupe UEFA | Coupe UEFA  | Total Saison | Total Saison | Notes |
| Poste² | Nat.³ | Nom                      | Naissance         | Sélection⁴ | M           | But inscrit | M            | But inscrit  | M           | But inscrit | M          | But inscrit | M            | But inscrit  | Notes |
| ------ | ----- | ------------------------ | ----------------- | ---------- | ----------- | ----------- | ------------ | ------------ | ----------- | ----------- | ---------- | ----------- | ------------ | ------------ | ----- |
| D      | BRA   | José Adailton            | 16 avril 1984     | -20        | 19          | 0           | 2            | 0            | 0           | 0           | 6          | 0           | 27           | 0            |       |
| M      | FRA   | Cédric Barbosa           | 6 mars 1976       | -          | 13          | 0           | 2            | 0            | 1           | 0           | 2          | 0           | 18           | 0            |       |
| D      | FRA   | Grégory Bourillon¹       | 1er juillet 1984  | Espoirs    | 32          | 0           | 5            | 1            | 1           | 0           | 4          | 0           | 42           | 1            |       |
| A      | FRA   | Jimmy Briand¹            | 2 août 1985       | Espoirs    | 29          | 3           | 5            | 1            | 1           | 0           | 6          | 1           | 41           | 5            |       |
| M      | FRA   | Jonathan Bru¹            | 2 mai 1985        | Espoirs    | 0           | 0           | 0            | 0            | 0           | 0           | 0          | 0           | 0            | 0            |       |
| D      | BUR   | Amadou Coulibaly         | 31 décembre 1984  | A          | 0           | 0           | 0            | 0            | 0           | 0           | 0          | 0           | 0            | 0            |       |
| M      | FRA   | Étienne Didot¹           | 24 juillet 1983   | Espoirs    | 19          | 1           | 1            | 0            | 0           | 0           | 5          | 0           | 25           | 1            |       |
| D      | SWE   | Erik Edman               | 11 novembre 1978  | A          | 26          | 0           | 3            | 0            | 0           | 0           | 4          | 0           | 33           | 0            |       |
| D      | FRA   | Jacques Faty¹            | 25 février 1984   | Espoirs    | 23          | 0           | 4            | 0            | 1           | 0           | 3          | 0           | 31           | 0            |       |
| A      | SUI   | Alexander Frei           | 15 juillet 1979   | A          | 23          | 7           | 1            | 0            | 1           | 0           | 6          | 2           | 31           | 9            |       |
| M      | FRA   | Yoann Gourcuff¹          | 11 juillet 1986   | Espoirs    | 36          | 6           | 5            | 0            | 1           | 0           | 5          | 0           | 47           | 6            |       |
| M      | MAR   | Youssouf Hadji           | 25 février 1980   | A          | 21          | 3           | 0            | 0            | 1           | 0           | 3          | 1           | 25           | 4            |       |
| G      | SWE   | Andreas Isaksson         | 3 octobre 1981    | A          | 24          | 0           | 2            | 0            | 0           | 0           | 2          | 0           | 28           | 0            |       |
| M      | FRA   | Cyril Jeunechamp         | 18 décembre 1975  | -          | 13          | 0           | 1            | 0            | 0           | 0           | 1          | 0           | 15           | 0            |       |
| M      | SWE   | Kim Källström            | 24 août 1982      | A          | 34          | 8           | 5            | 1            | 0           | 0           | 4          | 0           | 43           | 9            |       |
| M      | CMR   | Stéphane Mbia¹           | 20 mai 1986       | Espoirs    | 23          | 0           | 4            | 0            | 1           | 0           | 3          | 0           | 31           | 0            |       |
| D      | GHA   | John Mensah              | 29 novembre 1982  | A          | 12          | 1           | 2            | 0            | 0           | 0           | 0          | 0           | 14           | 1            | [ 1 ] |
| A      | FRA   | Olivier Monterrubio      | 8 août 1976       | A'         | 32          | 5           | 5            | 2            | 0           | 0           | 5          | 0           | 42           | 7            |       |
| M      | FRA   | Arnold Mvuemba¹          | 28 janvier 1985   | Espoirs    | 16          | 1           | 3            | 0            | 1           | 0           | 3          | 0           | 23           | 1            |       |
| G      | SEN   | Cheick N'Diaye           | 15 février 1985   | A          | 0           | 0           | 0            | 0            | 1           | 0           | 0          | 0           | 1            | 0            |       |
| A      | GAB   | Stéphane Nguéma¹         | 20 novembre 1984  | A          | 6           | 0           | 1            | 0            | 1           | 0           | 2          | 0           | 10           | 0            | [ 2 ] |
| D      | MAR   | Abdeslam Ouaddou         | 1er novembre 1978 | A          | 19          | 1           | 1            | 0            | 1           | 0           | 3          | 0           | 24           | 1            |       |
| D      | CMR   | Jean-Joël Perrier-Doumbé | 27 septembre 1978 | A          | 27          | 0           | 5            | 0            | 0           | 0           | 3          | 0           | 35           | 0            |       |
| G      | FRA   | Simon Pouplin¹           | 28 mai 1985       | Espoirs    | 15          | 0           | 3            | 0            | 0           | 0           | 4          | 0           | 22           | 0            |       |
| D      | SUI   | Alain Rochat             | 1er février 1983  | Espoirs    | 9           | 0           | 0            | 0            | 1           | 0           | 1          | 0           | 11           | 0            |       |
| D      | ROU   | László Sepsi             | 7 juin 1986       | Espoirs    | 0           | 0           | 2            | 0            | 0           | 0           | 1          | 0           | 3            | 0            |       |
| M      | FRA   | Olivier Sorlin           | 9 avril 1979      | Espoirs    | 13          | 0           | 2            | 0            | 0           | 0           | 0          | 0           | 15           | 0            | [ 3 ] |
| A      | FRA   | Moussa Sow¹              | 19 janvier 1986   | Espoirs    | 7           | 0           | 3            | 2            | 0           | 0           | 2          | 0           | 12           | 2            | [ 4 ] |
| D      | FRA   | Grégory Tanagro¹         | 17 juin 1984      | -          | 0           | 0           | 0            | 0            | 0           | 0           | 0          | 0           | 0            | 0            | [ 5 ] |
| A      | NGA   | John Utaka               | 8 janvier 1982    | A          | 28          | 11          | 3            | 5            | 1           | 0           | 6          | 0           | 38           | 16           |       |

- 1 : joueur formé au club
- 2 : G, Gardien de but ; D, Défenseur ; M, Milieu de terrain ; A, Attaquant
- 2 : Nationalité sportive, certains joueurs possédant une double-nationalité
- 4 : sélection la plus élevée obtenue

## Équipe-type
Il s'agit de la formation la plus courante rencontrée en championnat.

## Les rencontres de la saison

### Liste
| Match | Date         | Compétition       | Tour                | Adversaire       | Lieu | Score    | Class.   | Buteurs pour le Stade Rennais      | Affluence |
| ----- | ------------ | ----------------- | ------------------- | ---------------- | ---- | -------- | -------- | ---------------------------------- | --------- |
| 1     | 30 juillet   | Ligue 1           | 1                   | Lille            | E    | 0-1      | 16       |                                    | 12 697    |
| 2     | 7 août       | Ligue 1           | 2                   | Nantes           | D    | 0-3      | 19       |                                    | 29 345    |
| 3     | 13 août      | Ligue 1           | 3                   | Le Mans          | E    | 0-4      | 20       |                                    | 10 732    |
| 4     | 20 août      | Ligue 1           | 4                   | Marseille        | D    | 3-2      | 16       | Utaka Alexander Frei Kim Källström | 29 490    |
| 5     | 27 août      | Ligue 1           | 5                   | Nancy            | E    | 0-6      | 19       |                                    | 16 196    |
| 6     | 10 septembre | Ligue 1           | 6                   | Auxerre          | D    | 3-1      | 14       | Hadji Monterrubio                  | 21 365    |
| 7     | 15 septembre | Coupe UEFA        | Premier tour aller  | Pampelune        | D    | 3-1      | 3-1      | Frei Hadji                         | 20 529    |
| 8     | 18 septembre | Ligue 1           | 7                   | Monaco           | E    | 2-0      | 12       | Källström Gourcuff                 | 8 171     |
| 9     | 21 septembre | Ligue 1           | 8                   | Bordeaux         | D    | 2-2      | 13       | Källström Monterrubio              | 24 661    |
| 10    | 25 septembre | Ligue 1           | 9                   | Lens             | E    | 0-0      | 15       |                                    | 29 206    |
| 11    | 29 septembre | Coupe UEFA        | Premier tour retour | Pampelune        | E    | 0-0      | 0-0      |                                    | 16 000    |
| 12    | 2 octobre    | Ligue 1           | 10                  | Lyon             | D    | 1-3      | 16       | Källström                          | 28 998    |
| 13    | 15 octobre   | Ligue 1           | 11                  | Strasbourg       | E    | 1-0      | 13       | Briand                             | 15 672    |
| 14    | 20 octobre   | Coupe UEFA        | Phase de poules, 1  | Stuttgart        | D    | 0-2      | 4        |                                    | 22 847    |
| 15    | 23 octobre   | Ligue 1           | 12                  | Ajaccio          | E    | 1-0      | 11       | Frei                               | 3 207     |
| 16    | 26 octobre   | Coupe de la Ligue | 1/16 de finale      | Montpellier (L2) | E    | 0-1      | 0-1      |                                    | 4 969     |
| 17    | 29 octobre   | Ligue 1           | 13                  | Metz             | D    | 2-1      | 9        | Utaka Frei                         | 24 079    |
| 18    | 3 novembre   | Coupe UEFA        | Phase de poules, 2  | Rapid Bucarest   | E    | 0-2      | 5        |                                    | 15 926    |
| 19    | 6 novembre   | Ligue 1           | 14                  | Troyes           | E    | 1-2      | 10       | Gourcuff                           | 10 103    |
| 20    | 20 novembre  | Ligue 1           | 15                  | Toulouse         | D    | 4-1      | 8        | Gourcuff Ouaddou Frei Monterrubio  | 20 492    |
| 21    | 26 novembre  | Ligue 1           | 16                  | Sochaux          | E    | 0-1      | 10       |                                    | 15 932    |
| 22    | 1er décembre | Coupe UEFA        | Phase de poules, 4  | Shakhtar Donetsk | D    | 0-1      | 5        |                                    | 18 000    |
| 23    | 4 décembre   | Ligue 1           | 17                  | Nice             | D    | 1-0      | 8        | Frei                               | 23 691    |
| 24    | 10 décembre  | Ligue 1           | 18                  | Paris SG         | E    | 0-2      | 10       |                                    | 37 747    |
| 25    | 14 décembre  | Coupe UEFA        | Phase de poules, 5  | PAOK Salonique   | E    | 1-5      | 5        | Briand                             | 4 000     |
| 26    | 17 décembre  | Ligue 1           | 19                  | Saint-Étienne    | D    | 0-1      | 10       |                                    | 28 821    |
| 27    | 4 janvier    | Ligue 1           | 20                  | Nantes           | E    | 2-0      | 10       | Didot Utaka                        | 29 669    |
| 28    | 7 janvier    | Coupe de France   | 1/32 de finale      | Corte (CFA2)     | E    | 3-2      | 3-2      | Bourillon Sow                      | 4 000     |
| 29    | 11 janvier   | Ligue 1           | 21                  | Le Mans          | D    | 1-0      | 10       | Briand                             | 20 684    |
| 30    | 15 janvier   | Ligue 1           | 22                  | Marseille        | E    | 0-1      | 10       |                                    | 45 211    |
| 31    | 21 janvier   | Ligue 1           | 23                  | Nancy            | D    | 0-2      | 11       |                                    | 24 142    |
| 32    | 28 janvier   | Ligue 1           | 24                  | Auxerre          | E    | 0-2      | 13       |                                    | 6 606     |
| 33    | 31 janvier   | Coupe de France   | 1/16 de finale      | Lens             | D    | 1-0      | 1-0      | Assou-Ekotto (csc)                 | 10 307    |
| 34    | 4 février    | Ligue 1           | 25                  | Monaco           | D    | 1-3      | 14       | Mvuemba                            | 25 955    |
| 35    | 11 février   | Ligue 1           | 26                  | Bordeaux         | E    | 0-2      | 15       |                                    | 20 133    |
| 36    | 18 février   | Ligue 1           | 27                  | Lens             | D    | 4-1      | 12       | Utaka Monterrubio                  | 21 501    |
| 37    | 25 février   | Ligue 1           | 28                  | Lyon             | E    | 4-1      | 12       | Utaka Gourcuff                     | 27 085    |
| 38    | 4 mars       | Ligue 1           | 29                  | Strasbourg       | D    | 2-1      | 9        | Källström Briand                   | 23 172    |
| 39    | 11 mars      | Ligue 1           | 30                  | Ajaccio          | D    | 3-0      | 8        | Gourcuff Monterrubio Hadji         | 22 503    |
| 40    | 18 mars      | Ligue 1           | 31                  | Metz             | E    | 1-0      | 6        | Gourcuff                           | 16 591    |
| 41    | 21 mars      | Coupe de France   | 1/8 de finale       | Colmar (CFA2)    | E    | 4-1      | 4-1      | Utaka                              | 10 000    |
| 42    | 25 mars      | Ligue 1           | 32                  | Troyes           | D    | 2-0      | 5        | Utaka Mensah                       | 25 195    |
| 43    | 2 avril      | Ligue 1           | 33                  | Toulouse         | E    | 1-0      | 4        | Aubey (csc)                        | 16 603    |
| 44    | 9 avril      | Ligue 1           | 34                  | Sochaux          | D    | 2-1      | 3        | Källström                          | 23 711    |
| 45    | 12 avril     | Coupe de France   | 1/4 de finale       | Montpellier (L2) | E    | 5-3 a.p. | 5-3 a.p. | Briand Monterrubio Utaka Källström | 15 000    |
| 46    | 16 avril     | Ligue 1           | 35                  | Nice             | E    | 1-2      | 4        | Utaka                              | 11 466    |
| 47    | 20 avril     | Coupe de France   | 1/2 finale          | Marseille        | E    | 0-3      | 0-3      |                                    | 45 000    |
| 48    | 3 mai        | Ligue 1           | 36                  | Paris SG         | D    | 1-1      | 5        | Källström                          | 28 425    |
| 49    | 6 mai        | Ligue 1           | 37                  | Saint-Étienne    | E    | 0-0      | 5        |                                    | 32 478    |
| 50    | 13 mai       | Ligue 1           | 38                  | Lille            | D    | 2-2      | 7        | Frei                               | 28 788    |
| Match | Date         | Compétition       | Tour                | Adversaire       | Lieu | Score    | Class.   | Buteurs de Rennes                  | Affluence |

### Détail des matchs

#### Coupe UEFA
| Pl. | Club              | J | V | N | D | bp | bc | Diff. | Pts |
| --- | ----------------- | - | - | - | - | -- | -- | ----- | --- |
| 1   | FC Rapid Bucarest | 4 | 3 | 0 | 1 | 5  | 2  | 3     | 9   |
| 2   | Shakhtar Donetsk  | 4 | 3 | 0 | 1 | 4  | 1  | 3     | 9   |
| 3   | VfB Stuttgart     | 4 | 3 | 0 | 1 | 6  | 4  | 2     | 9   |
| 4   | PAOK Salonique    | 4 | 1 | 0 | 3 | 6  | 5  | 1     | 3   |
| 5   | Stade rennais FC  | 4 | 0 | 0 | 4 | 1  | 10 | -9    | 0   |

## Bilan des compétitions
| Compétition       | Vainqueur final     | Débute au tour | Place ou tour final  | Première rencontre | Dernière rencontre | Nombre |
| ----------------- | ------------------- | -------------- | -------------------- | ------------------ | ------------------ | ------ |
| Ligue 1           | Olympique lyonnais  | 1re journée    | 7e                   | 30 juillet 2005    | 13 mai 2006        | 38     |
| Coupe UEFA        | FC Séville          | 1er tour       | Phase de groupes, 5e | 15 septembre 2005  | 14 décembre 2005   | 6      |
| Coupe de la Ligue | AS Nancy-Lorraine   | 1/16 de finale | 1/16 de finale       | 26 octobre 2005    | 26 octobre 2005    | 1      |
| Coupe de France   | Paris Saint-Germain | 1/32 de finale | 1/32 de finale       | 7 janvier 2006     | 20 avril 2006      | 5      |

### Ligue 1

#### Classement
| Rang | Équipe    | Pts | J  | G  | N  | P  | Bp | Bc | Diff |
| ---- | --------- | --- | -- | -- | -- | -- | -- | -- | ---- |
| 4    | Lens      | 60  | 38 | 14 | 18 | 6  | 48 | 34 | +14  |
| 5    | Marseille | 60  | 38 | 16 | 12 | 10 | 44 | 35 | +9   |
| 6    | Auxerre   | 59  | 38 | 17 | 8  | 13 | 50 | 39 | +11  |
| 7    | Rennes    | 59  | 38 | 18 | 5  | 15 | 48 | 49 | -1   |
| 8    | Nice      | 58  | 38 | 16 | 10 | 12 | 36 | 31 | +5   |
| 9    | Paris SG  | 52  | 38 | 13 | 13 | 12 | 44 | 38 | +6   |
| 10   | Monaco    | 52  | 38 | 13 | 13 | 12 | 42 | 36 | +6   |

#### Résultats
| Total | Total | Total | Total | Total | Total | Total | Total | Domicile | Domicile | Domicile | Domicile | Domicile | Domicile | Extérieur | Extérieur | Extérieur | Extérieur | Extérieur | Extérieur |
| J     | G     | N     | P     | Bp    | Bc    | Diff  | Pts   | G        | N        | P        | Bp       | Bc       | Diff     | G         | N         | P         | Bp        | Bc        | Diff      |
| ----- | ----- | ----- | ----- | ----- | ----- | ----- | ----- | -------- | -------- | -------- | -------- | -------- | -------- | --------- | --------- | --------- | --------- | --------- | --------- |
| 38    | 18    | 5     | 15    | 48    | 49    | -1    | 59    | 11       | 3        | 5        | 34       | 25       | +9       | 7         | 2         | 10        | 14        | 24        | -10       |

#### Résultats par journée
| Journée   | 01 | 02 | 03 | 04 | 05 | 06 | 07 | 08 | 09 | 10 | 11 | 12 | 13 | 14 | 15 | 16 | 17 | 18 | 19 | 20 | 21 | 22 | 23 | 24 | 25 | 26 | 27 | 28 | 29 | 30 | 31 | 32 | 33 | 34 | 35 | 36 | 37 | 38 |
| --------- | -- | -- | -- | -- | -- | -- | -- | -- | -- | -- | -- | -- | -- | -- | -- | -- | -- | -- | -- | -- | -- | -- | -- | -- | -- | -- | -- | -- | -- | -- | -- | -- | -- | -- | -- | -- | -- | -- |
| Terrain   | E  | D  | E  | D  | E  | D  | E  | D  | E  | D  | E  | E  | D  | E  | D  | E  | D  | E  | D  | E  | D  | E  | D  | E  | D  | E  | D  | E  | D  | D  | E  | D  | E  | D  | E  | D  | E  | D  |
| Résultats | D  | D  | D  | V  | D  | V  | V  | N  | N  | D  | V  | V  | V  | D  | V  | D  | V  | D  | D  | V  | V  | D  | D  | D  | D  | D  | V  | V  | V  | V  | V  | V  | V  | V  | D  | N  | N  | N  |
| Points    | 0  | 0  | 0  | 3  | 3  | 6  | 9  | 10 | 11 | 11 | 14 | 17 | 20 | 20 | 23 | 23 | 26 | 26 | 26 | 29 | 32 | 32 | 32 | 32 | 32 | 32 | 35 | 38 | 41 | 44 | 47 | 50 | 53 | 56 | 56 | 57 | 58 | 59 |
| Place     | 16 | 19 | 20 | 16 | 19 | 14 | 12 | 13 | 15 | 16 | 13 | 11 | 9  | 10 | 8  | 10 | 8  | 10 | 10 | 10 | 10 | 10 | 11 | 13 | 14 | 15 | 12 | 12 | 9  | 8  | 6  | 5  | 4  | 3  | 4  | 5  | 5  | 7  |

Source : Liste des rencontres

Terrain : D = Domicile ; E = Extérieur. Résultat: D = Défaite ; N = Nul ; V = Victoire.